# Josef Machačka
Josef Machačka (* 8. Juli 1913 in Jablonec nad Jizerou; † 1. Februar 1980 in Prag) war ein tschechischer und tschechoslowakischer Politiker (KPTsch).

## Leben
Machačka, JUDr., war ab 1948 zunächst im Ministerium für Landwirtschaft beschäftigt und arbeitete dann von 1953 bis 1970 in leitenden Positionen im Ministerium für Finanzen.
Von Januar 1971 bis Ende Oktober 1972 war Machačka Vorsitzender des Ausschusses für Volkskontrolle (tschechisch Výbor lidové kontroly) der Tschechischen Sozialistischen Republik im Rang eines Ministers (Regierung Josef Kempný und Josef Korčák und Regierung Josef Korčák II), anschließend bis Februar 1976 Vorsitzender des Ausschusses für Volkskontrolle der Tschechoslowakischen Sozialistischen Republik im Rang eines Ministers (Regierung Lubomír Štrougal II).
Auf dem XIV. Parteitag im Mai 1971 sowie auf dem XV. Parteitag im April 1976 wurde Machačka in die Zentrale Kontroll- und Revisionskommission der KPTsch gewählt.
Von Oktober 1976 bis Juni 1981 war er Mitglied des Tschechischen Nationalrates.

## Schriften (Auswahl)
- O nové pozemkové reformě (Über die neue Bodenreform). Brázda, Prag 1950 (zusammen mit Jan Semrád).
- Viděli jsme živočišnou výrobu SSSR (Wir haben die Viehwirtschaft der UdSSR gesehen). Brázda, Prag 1950.

## Auszeichnungen
- Orden der Arbeit (tschechisch Řád práce, 1970)
- Orden des Siegreichen Februar (tschechisch Řád Vítězného února, 1973)
- Orden der Republik (tschechisch Řád republiky, 1973)